# Izbiszcze
Izbiszcze is een plaats in het Poolse district  Białostocki, woiwodschap Podlachië. De plaats maakt deel uit van de gemeente Choroszcz en telt 420 inwoners.